# Bojnik
Bojnik (Servisch: Бојник) is een gemeente in het Servische district Jablanica.
Bojnik telt 13.118 inwoners (2002). De oppervlakte bedraagt 264 km², de bevolkingsdichtheid is 49,7 inwoners per km².

## Plaatsen in de gemeente
| - Bojnik - Borince - Brestovac - Vujanovo - Gornje Brijanje - Gornje Konjuvce - Granica - Dobra Voda - Donje Konjuvce - Dragovac - Dubrava - Đinđuša | - Zeletovo - Zorovac - Ivanje - Kamenica - Kacabać - Kosančić - Lapotince - Lozane - Magaš - Majkovac - Mijajlica - Mrveš | - Obilić - Obražda - Orane - Plavce - Pridvorica - Rečica - Savinac - Slavnik - Stubla - Turjane - Ćukovac - Crkvice |